# BMW 5 Серії (E12)
BMW E12 — перше покоління автомобілів бізнес-класу BMW 5 Серії, які прийшли на зміну моделям BMW New Class і виготовлялись з 1972 по 1981 роки. 
Початкові моделі оснащувалися рядними 4-циліндровими двигунами, з карбюраторами або впорскуванням палива. Через рік після запуску була представлена перша модель з рядним 6-циліндровим двигуном. Наприкінці виробництва E12 більшість моделей оснащувалися рядним 6-циліндровим двигуном.
В лінійці покоління E12 не було моделі M5, однак E12 M535i вважається попередником M5. Купе BMW 6 Серії (E24) виготовлялися на платформі E12 до 1982 року. У 1981 році було представлене нове покоління BMW 5 Серії з індексом E28, хоча у Південній Африці складання E12 тривало (з інтер'єром від E28) до 1984 року.

## Історія
У 1972 році BMW відмовляється від використовуваної раніше нумерації моделей. Випуск нових серій вирішено почати з «п'ятірки» — лімузина середнього класу винятково в чотирьохдверному виконанні, що отримав код Е12. Перші машини мали багато спільного з «новим класом», попри те, що їхній зовнішній вигляд був абсолютно новим і був розроблений з акцентом на безпеку пасажирів. З часом нові технічні рішення були додані в конструкцію.
Е12 був анонсований у вересні 1972 року під час Олімпіади в Мюнхені. Першими машинами були 2-х літрові 4-х циліндрові моделі: 520 з карбюратором і набагато дорожча 520i з механічним уприскуванням палива. Обидві успадкували двигуни від машин «нового класу» 2000 і 2000ti відповідно. Модельний ряд розширювався досить швидко. У 1973 він поповнився шестициліндровою моделлю 525 (з двигуном взятим від моделі 2500). Нафтова криза 1973 породила попит на автомобілі з малим об'ємом і вже в 1974 році BMW відреагував на це випуском економічної моделі 518.
|  |  |  |  |

У 1976 році весь модельний ряд зазнав легкого рестайлігу, результатом якого були видозмінені задні ліхтарі і піднесений посередині капот — рішення, яке використовується в усіх подальших серіях BMW. У 1977 2-х літрові силові агрегати замінено на шестициліндрові — нову модель двигуна «мала шістка» отримав код М20. Після 1975 року на вершину модельного ряду стала свіжоспечена 2,8 літрова модель 528 (з двигуном від моделі 2800). У 1977 модель 528i змінила її.
П'ятиступінчасті коробки передач з'явилися в 1978 році. На деяких моделях надавалася можливість вибору коробки — з більш довгими передачами або «спортивної» з короткими передачами. Надалі модельний ряд поповнився моделлю 530. У 1980 році дебютувала рідкісна модель 535, розроблена за участю відділення BMW Моторспорт. Рідкіснішими були хіба що її модифікації від Альпіни з двигуном 3,3 літра.
Якість зборки 5 серії і чудова комбінація керованості та потужності з місткістю і комфортом сімейного седана дуже швидко принесли їй всесвітнє визнання. Виробництво даної серії було припинено в 1981 році.

## Двигуни

### Бензинові
| Модель  | Двигун  | Об'єм    | Циліндри | Потужність                         | Крутний момент         | Vmax       | Виробництво       |
| ------- | ------- | -------- | -------- | ---------------------------------- | ---------------------- | ---------- | ----------------- |
| 518     | BMW M10 | 1766 см³ | 4        | 66 кВт (90 к. с.) при 5500 об/хв   | 145 Н·м при 3500 об/хв | 160 км/год | 05/1974 — 02/1975 |
| 518     | BMW M10 | 1766 см³ | 4        | 66 кВт (90 к. с.) при 5800 об/хв   | 143 Н·м при 3700 об/хв | 160 км/год | 02/1975 — 08/1976 |
| 518     | BMW M10 | 1766 см³ | 4        | 66 кВт (90 к. с.) при 5800 об/хв   | 143 Н·м при 3700 об/хв | 160 км/год | 04/1976 — 01/1978 |
| 518     | BMW M10 | 1766 см³ | 4        | 66 кВт (90 к. с.) при 5800 об/хв   | 140 Н·м при 3700 об/хв | 160 км/год | 01/1978 — 02/1980 |
| 518     | BMW M10 | 1766 см³ | 4        | 66 кВт (90 к. с.) при 5500 об/хв   | 140 Н·м при 4000 об/хв | 160 км/год | 02/1980 — 05/1981 |
| 520/4   | BMW M10 | 1990 см³ | 4        | 85 кВт (115 к. с.) при 5800 об/хв  | 165 Н·м при 3700 об/хв | 173 км/год | 08/1972 — 02/1975 |
| 520/4   | BMW M10 | 1990 см³ | 4        | 85 кВт (115 к. с.) при 5600 об/хв  | 165 Н·м при 3700 об/хв | 176 км/год | 05/1976 — 03/1979 |
| 520/6   | BMW M20 | 1990 см³ | 6        | 90 кВт (122 к. с.) при 6000 об/хв  | 160 Н·м при 4000 об/хв | 180 км/год | 03/1977 — 06/1981 |
| 520i    | BMW M10 | 1990 см³ | 4        | 96 кВт (130 к. с.) при 5800 об/хв  | 181 Н·м при 4500 об/хв | 183 км/год | 08/1972 — 08/1976 |
| 520i    | BMW M10 | 1990 см³ | 4        | 92 кВт (125 к. с.) при 5700 об/хв  | 175 Н·м при 4350 об/хв | 181 км/год | 04/1976 — 07/1979 |
| 525     | BMW M30 | 2494 см³ | 6        | 107 кВт (145 к. с.) при 6000 об/хв | 212 Н·м при 4000 об/хв | 193 км/год | 06/1973 — 08/1976 |
| 525     | BMW M30 | 2494 см³ | 6        | 110 кВт (150 к. с.) при 5800 об/хв | 212 Н·м при 4000 об/хв | 193 км/год | 05/1976 — 02/1977 |
| 525     | BMW M30 | 2494 см³ | 6        | 110 кВт (150 к. с.) при 5800 об/хв | 208 Н·м при 4000 об/хв | 193 км/год | 02/1977 — 06/1981 |
| 528     | BMW M30 | 2788 см³ | 6        | 121 кВт (165 к. с.) при 5800 об/хв | 238 Н·м при 4000 об/хв | 198 км/год | 11/1974 — 08/1976 |
| 528     | BMW M30 | 2788 см³ | 6        | 125 кВт (170 к. с.) при 5800 об/хв | 238 Н·м при 4000 об/хв | 198 км/год | 03/1976 — 09/1977 |
| 528i    | BMW M30 | 2788 см³ | 6        | 130 кВт (177 к. с.) при 5800 об/хв | 235 Н·м при 4300 об/хв | 208 км/год | 01/1977 — 02/1978 |
| 528i    | BMW M30 | 2788 см³ | 6        | 135 кВт (184 к. с.) при 5800 об/хв | 240 Н·м при 4200 об/хв | 208 км/год | 02/1978 — 06/1981 |
| M 3.0*  | BMW M30 | 2985 см³ | 6        | 132 кВт (180 к. с.) при 6000 об/хв | ? Н·м при ?            | ?          | ?/1974 — 01/1977  |
| M 3.0i* | BMW M30 | 2985 см³ | 6        | 147 кВт (200 к. с.) при 6000 об/хв | ? Н·м при ?            | ?          | ?/1974 — 01/1977  |
| M 3.3i* | BMW M30 | 3210 см³ | 6        | 147 кВт (200 к. с.) при 6000 об/хв | 290 Н·м при 4250 об/хв | 212 км/год | 1974 — 1977       |
| M 3.5i* | BMW M30 | 3453 см³ | 6        | 160 кВт (218 к. с.) при 6000 об/хв | 310 Н·м при 4000 об/хв | 222 км/год | 1979 — 1980       |
| M 535i* | BMW M30 | 3453 см³ | 6        | 160 кВт (218 к. с.) при 5200 об/хв | 310 Н·м при 4000 об/хв | 222 км/год | 04/1980 — 05/1981 |

* Автомобілі від BMW Motorsport GmbH (зараз BMW M GmbH)